# Premio Internacional Kim Il Sung
El Premio Internacional Kim Il-sung (Hangul: 국제 김일성 상) es un premio que se otorga a las contribuciones en el estudio y la proliferación de la idea Juche. Recibe su nombre en honor a Kim Il-sung, el primer líder supremo de Corea del Norte, a quien se le atribuye la creación de la idea Juche.
El premio fue instituido el 13 de abril de 1993, cuando Corea del Norte organizó el Consejo Internacional del Premio Kim Il-sung en Nueva Delhi, India, para celebrar el 81 cumpleaños de Kim Il-sung (15 de abril de 1993) a nivel internacional.
El Premio Internacional Kim Il-sung consiste en una medalla de oro, certificado, una suma de dinero y una ficha de recuerdo.